# クラベス
クラベス（スペイン語: claves）は、2本の棒状の木片を打ち合わせることで明るいカチカチとした音を出す打楽器。体鳴楽器に分類される。（イタリア語ではlegnetti（レニェッティ）、英語ではクラーヴェイズ、もしくはクレイヴスである。）

## 楽器の概要
材質は伝統的にローズウッド、黒檀、グラナディラなどの木材であるが、近年では耐久性に優れたガラス繊維や合成樹脂からも作られる。棒の長さは17-30cm程度であり、太さは2.5cmくらい、円柱形や四角柱である。これを両手で打ち合わせるのであるが、同様に木片を打ち合わせるカスタネット、拍子木、むちと違い、2本の楽器の用途が異なっている。すなわち、利き手に持った木片がばちの役目を持ち、もう1本が音を鳴らす楽器となる。利き手でない方は、楽器の先から3分の1ないし4分の1位の所を2本の指で軽く持ち、残りの指を添える。楽器の逆の端の近くが手のひらの手首の近くに軽く触れる。手のひらを軽く丸め、楽器と手のひらの間に空洞をつくる。その上で利き手（ばち）で楽器の先を叩くのである。

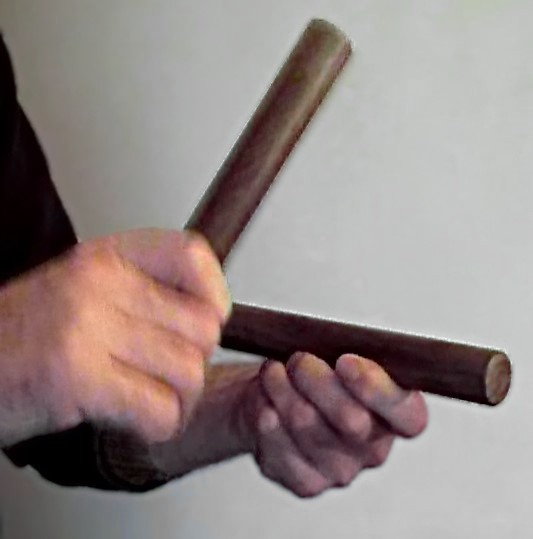
クラベスの演奏

クラベスは、サルサなどソンを起源とするラテン音楽の基本的なリズムパターン（グルーヴ）であるクラーベを表現する楽器である。この様な音楽におけるクラベスの基本リズムは
である［ 試聴］。詳しくは「クラーベ」を参照。
ジャズやポピュラー音楽などにもさまざまな形で広く使われ、バスドラムのようにフットペダルを踏むことによって足で鳴らすように形状を変えたものを用いるドラマーや打楽器奏者もいる。クラシック音楽での使用例もあり、スティーヴ・ライヒの『木片のための音楽』は5組のクラベスのために書かれた。